# Sigismondo Moll
Sigismondo Moll (Thalgau, 29 novembre 1758 – Villa Lagarina, 21 dicembre 1826) è stato un alto funzionario dello Stato e barone austriaco dal 1789.

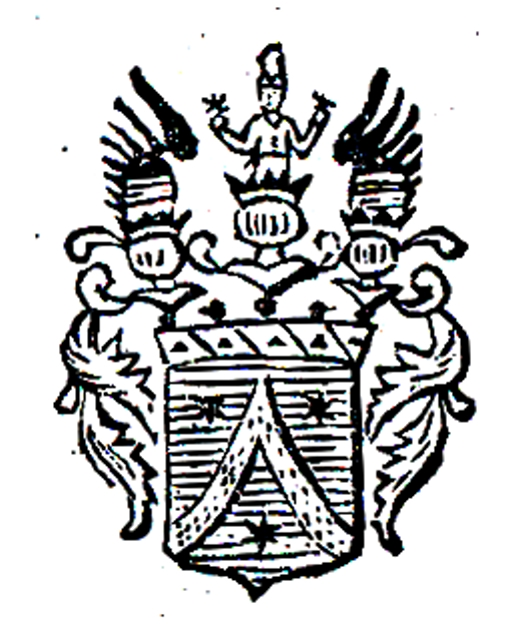
Stemma famiglia de Moll.

Sigismondo de Moll era il primogenito di Ludwig Gottfried, membro del Consiglio privato del principato arcivescovile di Salisburgo, e di Leopoldina Cristani di Rallo.
Studiò diritto, filosofia e lingue moderne presso il Collegio reale di S. Luigi a Metz in Francia e presso la Scuola superiore di Magonza. Oltre al tedesco, apprese bene anche l'italiano, il francese e l'inglese.

## Biografia
Nominato consigliere imperiale nel 1787, tre anni dopo, nel 1790, raggiunge Rovereto per assumere la carica di Kreishauptmann (capitano del Circolo ai Confini d'Italia). Nel 1796 diventa presidente del Consiglio amministrativo del distretto trentino.
Tra il 1801 e il 1805 ricopre un importante incarico di indagine finanziaria a Milano che gli consente di stabilire relazioni ad alto livello con le autorità napoleoniche e con Francesco Melzi d'Eril. Tornato a Rovereto, assumerà per breve tempo l'incarico di commissario presso l'armata d'Italia.
Sigismondo De Moll, dopo che i Francesi, cessata la fase della sovranità bavarese (1806-1809) riprendono il pieno dominio del Trentino, venne nominato presidente della Commissione provvisoria amministrativa del Tirolo meridionale e quindi della Commissione amministrativa del Dipartimento dell'Alto Adige. 
Furono incarichi temporanei ma di rilievo che portarono alla sua nomina a senatore del Regno d'Italia (1810). Si trasferisce allora a Milano, con tutta la famiglia, fino al maggio del 1814.
Aveva sposato nel 1789 la baronessa Maria Anna Gonzales de Rivera (1767-1826), dinasta di Nomi, figlia del conte Giovanni Battista e della baronessa Brigida Teresa Isabella Fedrigazzi. Dal loro matrimonio nacquero otto figli, cinque femmine e tre maschi: Leopoldo, Giuseppe, e il più noto Giancarlo de Moll.
Dopo la caduta di Napoleone, Sigismondo tornò alla sua residenza di Villa Lagarina. Qui nel 1806 aveva acquistato dai conti Lodron il palazzo costruito dai conti Festi. Alla sua morte, il 21 dicembre 1826, pretese e trovò sepoltura nel grande parco che decora ancora oggi quella storica dimora e dove Sigismondo aveva esercitato la sua passione per l'arte del giardinaggio.